# Tholera largomarginata
Tholera largomarginata là một loài bướm đêm trong họ Noctuidae.